# Impresa
Impresa est une entreprise portugaise de médias de masse. Elle détient entre autres la chaîne de télévision SIC et l'hebdomadaire papier Expresso. Une troisième branche d'activités Impresa Digital est centrée sur le multimédia.
L'entreprise fondée par Francisco Pinto Balsemão, est listée sur la bourse Euronext Lisbon.

## Histoire
Les origines d'Impresa remonte à 1972. Elle fait partie de l'indice PSI-20 jusqu'en juin 2008
En 1991, l'entreprise établit une holding dénommée « Balsemão group ». L'année suivante, elle lance la première chaîne de télévision privée au Portugal, la Sociedade Independente de Comunicação (SIC).
En 2011, elle crée « Media Rumo SA » en Angola.

## Activités

### Télévision
- SIC
- SIC Notícias
- SIC Mulher
- SIC Radical
- SIC K
- SIC Internacional
- SPT

### Publications (presse papier)
- Activa
- Arquitectura & Construção
- AutoSport
- Blitz
- Caras[3]
- Caras Decoração
- Casa Cláudia
- Cosmopolitan
- Courrier Internacional
- Exame
- Exame Informática
- Expresso[3]
- FHM (publication cessée le 22 février 2010)[4]
- Jornal de Letras
- Mística
- Telenovelas
- Visão[3]

### Digital (presse numérique)
- Escape
- Info Portugal
- Aeiou
- Olhares
- Mygames (maintenant un magazine)